# Amphinemura elegans
Amphinemura elegans är en bäcksländeart som beskrevs av Peter Zwick 1980. Amphinemura elegans ingår i släktet Amphinemura och familjen kryssbäcksländor. Inga underarter finns listade i Catalogue of Life.